# Johannes Ortwein
Johannes Ortwein (* 21. April 1785 in Lauterbach; † 7. April 1860 ebenda) war Landrat des Landratsbezirks Lauterbach.

## Familie
Sein Vater war der Zentschultheiß Johann Ortwein in Wallenrod. Johannes Ortwein war zwei Mal verheiratet und zwar mit

1. Katharina, geborene Engelbach. Aus dieser Ehe stammt eine Tochter.

2. Louise, geborene Draudt (* 1814)

## Karriere
Johannes Ortwein studierte ab 1803 Rechtswissenschaft an der Universität Gießen, der Berufseinstieg erfolgte als Amtsaktuar in Lauterbach. 1822 wurde er Assessor am Landgericht Lauterbach und 1826 dort Landrichter. 1827 wechselte er vom Justizdienst in die Verwaltung und wurde Landrat des Landratsbezirks Lauterbach. Von 1828 bis 1842 nahm er gleichzeitig die Funktion eines weltlichen Rats im Konsistorium Lauterbach wahr. Das Konsistorium verwaltete die „Landeskirche“ der ehemaligen Herrschaft und nunmehrigen Standesherrschaft Riedesel. Wegen des Status als Standesherrschaft blieb der von Johannes Ortwein verwaltete Landratsbezirk auch von der Gebietsreform 1832 unangetastet. 1841 wechselte Johannes Ortwein zurück in den Justizdienst, als Richter am Landgericht Altenschlirf. 1844 wurde er in den Ruhestand verabschiedet.